# Habersdorf (Gemeinde Ardagger)
Habersdorf ist eine Ortschaft der Großgemeinde Ardagger in Niederösterreich.

## Geografie
Das in hügeligem Terrain liegende Dorf in der Katastralgemeinde Stift Ardagger besteht aus mehreren landwirtschaftlichen Anwesen und befindet sich nördlich der Landesstraße L6060. Im Norden durchfließt der Altbach das fruchtbare Terrain, auf welchem früher viel Obst gezogen und daraus Most erzeugt wurde. 

## Geschichte
Im Franziszeischen Kataster von 1822 ist das Dorf mit mehreren Vierkanthöfen verzeichnet. Laut Adressbuch von Österreich waren im Jahr 1938 in Habersdorf ein Schuster und einige Landwirte ansässig.